# Isequilla
Isequilla es una localidad del municipio de Liendo (Cantabria, España). Está ubicada a una altitud de 40 metros sobre el nivel del mar. En el año 2008 Isequilla contaba con una población de 119 habitantes (INE). Encontramos el pónor o sumidero del poljé llamado por los vecinos "Ojo de Recueva" o "Rucueva". También se encuentra el acceso a Solpico y Somante.
Isequilla posee muestras de arquitectura tradicional cántabra con tipologías autóctonas en fase de desaparición, progresivamente desplazadas por las nuevas urbanizaciones inspiradas en los caseríos vascos.